# Kukačka krátkokřídlá
Kukačka krátkokřídlá (Cuculus micropterus) je středně velký druh kukačky z rodu Cuculus s širokým areálem rozšíření zasahujícím od Himálají po jihovýchodní Sibiř a na jih do pevninské i ostrovní části jihovýchodní Asie.

## Systematika
Kukačku krátkokřídlou formálně popsal v roce 1838 anglický ornitolog John Gould. Druhové jméno micropterus pochází z řeckého mikroptera neboli „krátkokřídlá“. Rozeznávají se dva poddruhy s tímto rozšířením:
- C. m. micropterus Gould, 1838 – od Indie po jihovýchodní Sibiř a severovýchodní Čínu, dále na jihovýchod Asie po Filipíny;
- C. m. concretus Müller, S, 1845 – od Vietnamu a jižního Thajska přes Malajský poloostrov po Sumatru, Jávu a Borneo.

Podle mitochondriální DNA je kukačka krátkokřídlá úzce příbuzná s kukačkou obecnou subsp. bakeri.

## Výskyt
Stanoviště kukačky krátkokřídlé tvoří opadavý i stálezelený primární i sekundární les, křovinaté houštiny i suché oblasti. Obývá nížiny i vyšší nadmořské výšky, v Nepálu nejčastěji do 1900 m n. m., vzácněji až do 3700 m n. m. Celková početnost druhu známa není, avšak v místech svého výskytu bývá kukačka krátkokřídlá popisována jako poměrně běžná a široce rozšířená.

## Popis

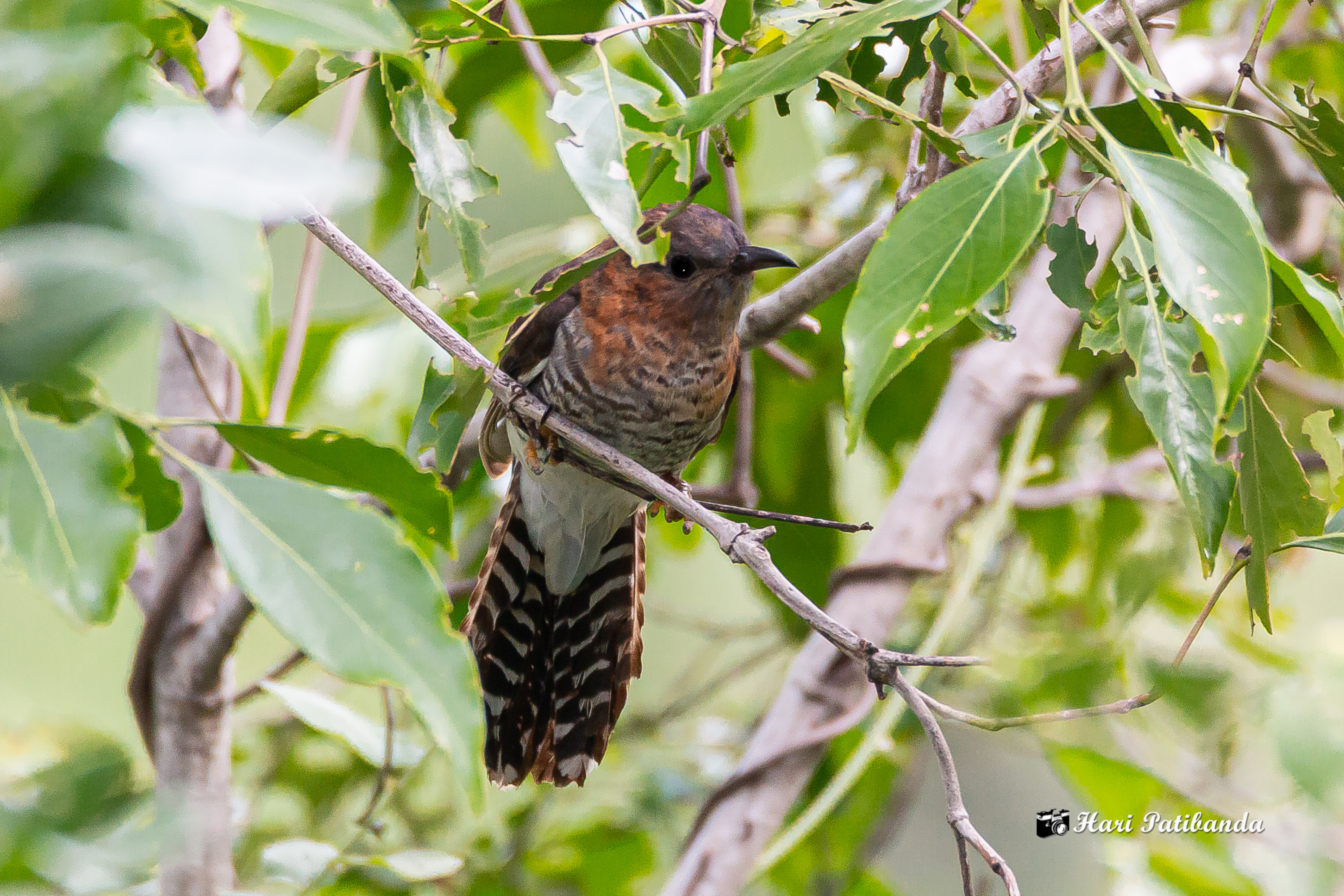
Kukačka krátkokřídlá

Tato středně velká kukačka dosahuje délky těla kolem 32–33 cm. Hlava je šedá, zbytek svrchní části těla včetně křídel je šedohnědý. Spodní část těla od hrdla po horní část hrudi je břidlicově šedá, následuje ostrý přechod do bílé s černými příčnými proužky. Střední část břicha je jen bílá, bez proužků. Ocas je tmavě šedý, částečně s bílými pruhy. Samec i samice si jsou podobní, avšak samici lze rozpoznat podle světlejšího hrdla, hruď je rezavá a příčné proužky na břichu jsou tenčí. Duhovky jsou hnědé až červenohnědé, oční kroužek nažloutle šedý, zobák převážně černý, avšak spodní čelist je nazelenalá a báze zobáku žlutá. Nohy jsou žluté. Podobně jako některé jiné druhy kukaček, i kukačka krátkokřídlá připomíná svým vzezřením jestřába, což je forma mimiker.

## Biologie
Jídelníček kukačky krátkokřídlé tvoří především hmyz jako jsou chlupaté housenky, motýli, kobylky, brouci, mravenci, cvrčci nebo létající termiti. Krmí se ve stromovém baldachýnu nebo na zemi. Kořist může chytat za letu nebo sbírat ze země. Občas sezobne i ovoce. Jedná se patrně o tažný druh; tažné jsou hlavně populace ze severnějších oblastí jako jsou Himálaje nebo východní Rusko a Čína. Hlasový projev zahrnuje zvučné hlasité čtyřnoté hvízdání.

### Hnízdění
Kukačka krátkokřídlá je hnízdní parazit. K jejím hostům patří loboš žlutočerný (Eurylaimus ochromalus), jora černokřídlá (Aegithina tiphia), ťuhýk hnědý (Lanius cristatus), drongo kouřový (Dicrurus leucophaeus) nebo žluva černokápá (Oriolus xanthornus). Seznam je však mnohem delší a zahrnuje zástupce hned 15 čeledí. Vejce kukačky krátkokřídlé jsou oválná, světlá s tmavšími fleky. Inkubační doba je 12 dní. Novorozeňata jsou neopeřená a již od druhého dne po narození se snaží vytlačit ostatní ptáčata z hnízda, což se jim prokazatelně poprvé povedlo ve 3–4. dni. Někdy k vytlačení nicméně dojít nemusí.

## Ohrožení
Mezinárodní svaz ochrany přírody (IUCN) považuje kukačku krátkokřídlou za málo dotčený druh i přes to, že její globální populace je patrně na ústupu následkem zániku přirozených stanovišť.